# 九四式飛三号無線機
九四式飛三号無線機（きゅうよんしきひさんごうむせんき）は大日本帝国陸軍が開発した航空機用無線機である。戦闘機の相互通信用であり、距離約15km以内の近距離通信に用いられた。電波は超短波から短波を使用し、対空用十号無線機と通話可能、また爆撃機と偵察機からの送話を受信できる。全備重量は約30kg。仮制式の上申は昭和10年12月である。

## 開発経緯
昭和2年4月21日、航部発乙第六五号により審査開始。当初、通信距離は戦闘機相互で5km、戦闘機用対空機には10kmの通話を目標とした。重量は30kg以内、送受信器の分離使用を可能な限り目指した。
昭和3年4月13日、航部発乙第七六号によって審査要件が修正された。変更内容は偵察機用対空機に対する通話距離が20km、重量が40kg以内、可能な限り小型かつ送受信器を分離できること、審査期限を昭和6年までとすることである。これと従前の調査研究を踏まえて改飛三号機として第一次試作を開始した。要件達成に努力が注がれ、また戦闘機間で5km、改対三号機と対向することで30kmの通信を行うことが目指された。昭和4年6月に野外試験を実施、八八式偵察機と八七式軽爆撃機に搭載した。結果、固定空中線では空対地5km、飛行機相互3kmの通話距離を得た。5m長の垂下空中線では空対地30km、飛行機相互10kmの通話距離が得られた。
昭和5年1月25日、航乙第六四号によって審査要件に変更が加えられた。内容は審査期限を延長すること、現用無線機が戦闘機用として最適とは言えないこと、無線装備が絶対重要であるため、超短波等の研究と並行し優良機材を得るのが妥当とされたことである。昭和5年、改飛三号機の研究を中止、新規に飛行機用超短波機の研究が開始された。
昭和5年11月から翌年2月にかけて試作機材を試験した。送信電力機上75ワット、地上200ワット、周波数は100,000から80,000キロサイクル毎秒である。空中線は機上送信半波長垂直型、受信全波長「型を使用した。昭和6年、これは十六号機として研究が進められた。性能は重量約40kg、超短波を使用して戦闘機相互5km、対地20kmとされた。さらに戦闘機相互に10kmから15kmの通信が可能なよう研究が進められた。
昭和7年、超短波または短波を使用して戦闘機相互に10kmから15km、対地20kmの通話を目指した。全備重量は目標40kg以内である。昭和7年9月基礎研究を開始、12月に中短波機の試作を開始、昭和8年3月に完成した。同年、審査要件が変更された。超短波または中短波を使用すること、戦闘機相互に10kmから15kmの通話ができ、重量40kg以内とされた。また対空用十号機との通話が目指された。昭和8年7月から数次の試験を経て型式と通話距離を決定した。昭和8年12月4日、航乙第一〇九六号では垂下空中線を採用、無線電話機の改善、濾過用蓄電池の決定を指示した。ほか、性能向上と方向性除去を図り、実用審査に移った。
昭和9年1月から3月まで陸軍航空本部に試験を依託、若干の改修を行えば機能は概ね良好であり、取扱いが容易で実用可能と判断された。同年、審査要件が変更され、重量30kg以内とすること、偵察機、爆撃機からの送話を受信できることが加えられた。昭和10年2月、短期に整備可能であることが確認された。昭和10年11月、陸軍航空本部は仮制式制定の上申を認可、12月に上申された。

## 構造と機能
本機は送信装置、受信装置、電源、空中線材料、付属品および材料から構成される。全備重量は約30kgである。
送信装置は送信機、機上調整盤、陽極電流計、中和調整機、送話器、受話器、ケーブル、交換用の予備品、および材料で構成される。送信機は水晶制御によって通話が可能である。周波数帯は4,600から5,000キロサイクル毎秒。受信機には拡大と検波の機能があった。周波数範囲は送信機と同じである。
電源はプロペラ発電機と付属品、予備品から構成された。これは風車式直流発電機であり、飛行時の風圧によって発電機と直結した小さなプロペラが回転し、電気を供給するものである。定格電圧は高圧側500ボルト、低圧側が10ボルト。定格電流は高圧側が0.12アンペア、低圧側が8アンペアである。回転数は3,500回転毎分。ケーブル、覆いが付属品としてつけられた。予備品は交換用部品である。
空中線材料は空中線絡車と材料から成る。絡車は内部に巻いたワイヤーの巻降ろし、巻き揚げに用いた。
全ての機材を箱に収納し、車載して運搬可能である。